# FBI National Academy
L'FBI National Academy è un programma addestrativo dell'Accademia dell'FBI, il centro di ricerca e formazione per le forze dell'ordine del Federal Bureau of Investigation, che ha sede vicino a Quantico, in Virginia.
È un corso di studio professionale per manager e dirigenti delle forze dell'ordine statunitensi e internazionali, indicati dai capi delle loro agenzie a causa delle dimostrate qualità di leadership. 

## Candidati
Leader e manager delle forze dell'ordine statali, locali, di contea, militari, federali e internazionali frequentano il programma dell'FBI alla base di Quantico. La partecipazione è solo su invito, attraverso un processo di nomina. I partecipanti provengono da ogni stato e territorio degli Stati Uniti e da altre nazioni partner internazionali.

## Corso di studio

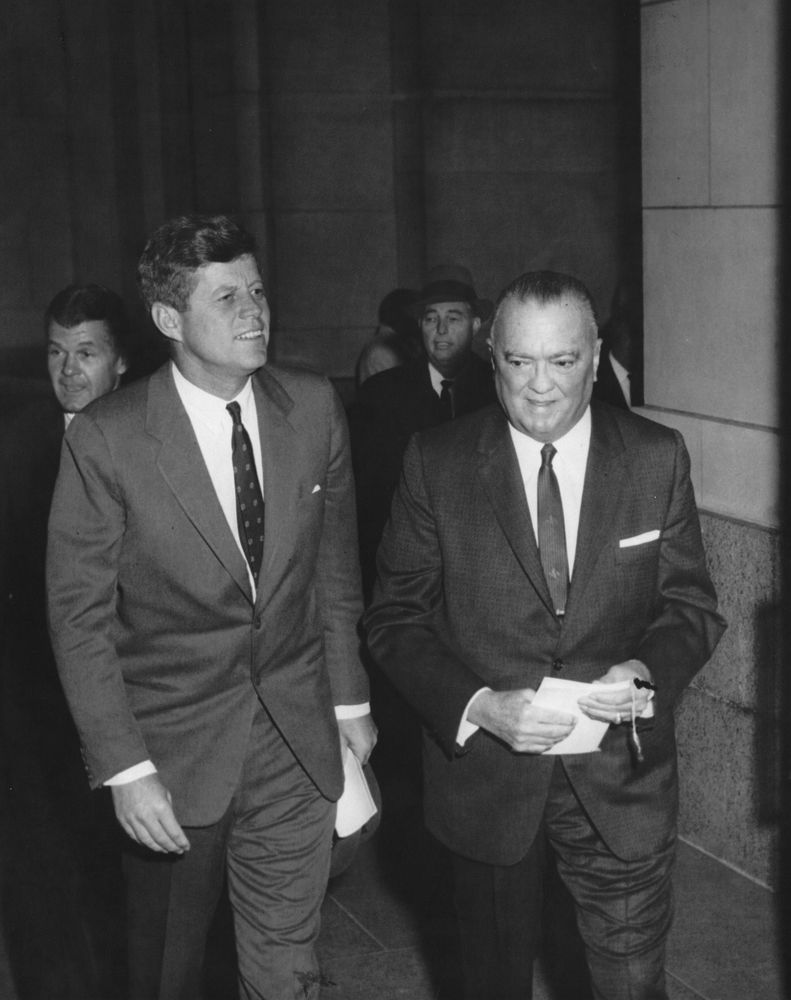
Il presidente Kennedy in visita all'FBI Academy

Il programma di 10 settimane, che fornisce corsi in teoria dell'intelligence, terrorismo e mentalità terroristica, scienze gestionali, legge, scienze comportamentali, comunicazione delle forze dell'ordine e scienze forensi, serve a migliorare l'amministrazione della giustizia nei dipartimenti e nelle agenzie di polizia in patria e all'estero e per aumentare gli standard di applicazione della legge, la conoscenza e la cooperazione in tutto il mondo.
In sessioni di circa 265 ufficiali si seguono corsi universitari e/o post laurea presso il campus dell'FBI. I corsi sono offerti in una serie diversificata di aree e gli ufficiali partecipano a una vasta gamma di corsi di leadership e corsi di formazione specializzati. 

## L'Accademia
Fu creata in risposta a uno studio del 1930 della Commissione di Wickersham che raccomandava la standardizzazione e la professionalizzazione dei dipartimenti delle forze dell'ordine negli Stati Uniti attraverso una formazione centralizzata e nel 1933 iniziarono i corsi per l'uso delle armi da fuoco. L'Accademia FBI iniziò l'attività formativa il 29 luglio 1935, con un corso cui parteciparono esponenti della polizia canadese, cinese e britannica.
Con il forte sostegno dell'Associazione Internazionale dei Capi di Polizia e con l'autorità del Congresso e del Dipartimento di Giustizia, è nata la “FBI Police Training School”. I corsi a quel tempo includevano aiuti scientifici per l'individuazione dei crimini, la preparazione di rapporti, tecniche di indagine penale, amministrazione e organizzazione. Con l'avvento della seconda guerra mondiale si aggiunsero corsi di spionaggio e sabotaggio.
Dal 1972 è situata nell'attuale sede.
| Controllo di autorità | VIAF (EN) 148974991 · LCCN (EN) n84131540 |